# Степанов, Андрей Дмитриевич
Андре́й Дми́триевич Степа́нов (род. 13 июля 1965, Ленинград, СССР) — российский литературовед, литературный критик, писатель и переводчик, специалист по русской литературе XIX — начала XX века, в частности по творчеству А. П. Чехова. Доктор филологических наук (2005), PhD (2005). Профессор кафедры истории русской литературы Санкт-Петербургского государственного университета.

## Биография
Родился 13 июля 1965 года в Ленинграде.
Отец — Дмитрий Григорьевич Степанов (1932—1983), инженер.
Мать — Людмила Владимировна Степанова (1929—1986), учитель английского языка.
В 1982 году окончил физико-математическую школу № 239.
В 1982—1985 годах учился на кафедре оптоэлектроники факультета электронной техники Ленинградского электротехнического института имени В. И. Ульянова (Ленина), на базовой кафедре Физико-технического института имени А. Ф. Иоффе АН СССР.
В 1985 году поступил на русское отделение филологического факультета Ленинградского государственного университета имени А. А. Жданова, которое окончил с отличием в 1991 году по специальности «филолог-русист, преподаватель русского языка и литературы».
В 1991—1994 годах — аспирант кафедры истории русской литературы СПбГУ.
В 1996 году под научным руководством доктора филологических наук, профессора И. Н. Сухих защитил диссертацию на соискание учёной степени кандидата филологических наук по теме «Драматургия А. П. Чехова 1880-х годов и поэтика мелодрамы».
В 2003—2004 годах — докторант Академии Або, где в 2005 году получил учёную степень доктора философии.
В 2005 году в МГУ имени М. В. Ломоносова защитил диссертацию на соискание учёной степени доктора филологических наук по теме «Проблемы коммуникации у Чехова» (специальности 10.01.01 — русская литература, 10.02.01 — русский язык). Официальные оппоненты — доктор филологических наук, профессор Н. И. Ищук-Фадеева; доктор филологических наук, профессор Н. В. Капустин; доктор филологических наук, профессор А. П. Чудаков. Ведущая организация — Институт русской литературы (Пушкинский дом) РАН.
С 2014 года — руководитель исследовательского проекта СПбГУ «Интертекстуальный анализ: границы и принципы».
Член редакционной коллегии научного журнала «Вестник СПбГУ» (Серия «Филология. Востоковедение. Журналистика»).
Автор 140 научных трудов, посвящённых творчеству А. П. Чехова, русской культуре XIX века, современной прозе, вопросам теории литературы и изучению русского языка как иностранного.
Составитель и комментатор многочисленных изданий произведений русской классики. Сотрудничает с издательствами в качестве переводчика с английского языка.

### Преподавательская деятельность
С 1994 года преподаёт на кафедре истории русской литературы СПбГУ: с 1994 года — ассистент, с 1998 года — старший преподаватель, с 2006 года — доцент, с 2008 года — профессор Читает курсы лекций по истории и теории литературы: «Введение в литературоведение», «История русской литературы 2-й половины XIX века (часть 2)», «Концепции современной теории литературы», «Развитие русской литературы XI—XX вв. (часть 3)». А также ведёт специальный семинар «Чехов и его время».
В 1997—1998 годах — приглашённый преподаватель Чоннанского института иностранных языков.
В 2001—2002 годах — приглашённый преподаватель Университета Кемёнг.
В 2006—2007 годах — читал лекции в Свободном университете Брюсселя, в 2008—2009, в 2011—2013 и в 2015 годы в Йенском университете имени Фридриха Шиллера, в 2014 году в Гамбургском и Пекинском университете, в 2015 году в Хельсинкском университете, в 2016 году в Университете Кёнгхи.

### Литературная деятельность
В 2008—2010 годах — литературный обозреватель журнала «Прочтение».
В 2009 году состоялся писательский дебют — книга «Сказки не про людей», вошедшая в шорт-лист литературной премии «Новая словесность» («НОС»).
В 2011 году в соавторстве с Ольгой Лукас выпустил роман «Эликсир князя Собакина», удостоенный Литературной премии имени Н. В. Гоголя Союза писателей Санкт-Петербурга.
В 2011 и 2014 годах — член большого жюри литературной премии «Национальный бестселлер».
О первом переводе (серия произведений П. Трэверс о Мэри Поппинс), который так и не был опубликован, позднее рассказал в романе «Люди в голом» А. А. Аствацатуров, соавтор по этой работе.
В декабре 2016 года вышел в свет роман «Бес искусства: Невероятная история одного арт-проекта». Роман номинировался на литературную премию «Национальный бестселлер-2017» (лонг-лист). В настоящее время выдвинут на литературную премию имени Александра Пятигорского.

## Награды
1. Премия филологического факультета СПбГУ за лучшую научную работу (2006)[1]
2. Премия журнала «Нева» (2009)[1]
3. Премия имени Н. В. Гоголя Союза писателей Санкт-Петербурга (2011)[1]

## Труды

### Научные
монографии
1. Степанов А. Д. Проблемы коммуникации у Чехова. — М.: Языки славянской культуры, 2005. 396 с. (Studia philologica). ISBN 5-9551-0052-0

участие в коллективных монографиях, их научное редактирование и т. п.
1. Интертекстуальный анализ: принципы и границы / Под редакцией А. А. Карпова, А. Д. Степанова. — СПб.: Изд-во Санкт-Петербургского ун-та, 2018. — 318 с. — ISBN 978-5-288-05780-9.
2. Васильева И. Э., Ильюхина Т. Ю., Оверина К. С., Овчарская О. В., Степанов А. Д., Степанова А. С., Сухих И. Н. Ранний Чехов: проблемы поэтики / под ред. А. Д. Степанова. — СПб. : Нестор-История, 2019. — 192 с. — ISBN 978-5-4469-1543-9.

учебники, словари-справочники и т. п.
- Член авторского коллектива: Литература русского зарубежья (1920—1940) / Ответственные редакторы Б. В. Аверин, Н. А. Карпов, С. Д. Титаренко. — СПб.: Издательство Санкт-Петербургского государственного университета, 2013. — 848 с. — ISBN 978-5-903549-13-9.
- Член авторского коллектива: Русский язык. Школьный энциклопедический словарь / Руководитель проекта: С. И. Богданов; организационное обеспечение проекта С. И. Монахов; ответственные редакторы С. В. Друговейко-Должанская и Д. Н. Чердаков. — СПб.: Санкт-Петербургский государственный университет, 2014. — 584 с. — ISBN 978-5-8465-1442-3. — Статьи А. Д. Степанова: Гипербола; Градация; Синекдоха; Сравнение; Тропы; Фигуры речи; Эвфемизм; Эллипсис; Эпитет.

статьи
1. Степанов А. Д. Рассказ Чехова «Архиерей» : сопротивление интерпретации // Scando-Slavica. T. 48. 2002. P. 25-44.
2. Степанов А. Д. Антон Чехов как зеркало русской критики; Комментарии // А. П. Чехов: pro et contra. Творчество А. П. Чехова в русской мысли конца XIX — нач. XX в.: Антология / Сост., предисл., общ. ред. И. Н. Сухих. СПб.: РХГИ, 2002. С. 976—1007, 1008—1058.
3. Степанов А. Д. О природе знака у Чехова // Известия Российской академии наук. Серия литературы и языка. Т. 63. 2004. № 5. Сентябрь — октябрь. С. 24-30.
4. Степанов А. Д. Чеховская «абсолютнейшая свобода» и хронотоп тюрьмы // Canadian-American Slavic Studies. 2008. Vol. 42 . № 1-2. P. 89-102.
5. Степанов А. Д. Минимализм как коммуникативный парадокс // Новый филологический вестник. 2008. № 2 (7). C . 5 — 28.
6. Степанов А. Д. Теория речевых жанров и нарратология // Проблемы нарратологии и опыт формализма/структурализма / Ред. В. М. Маркович. СПб., 2008. С. 207—222.
7. Степанов А. Д. Литературоведение русского зарубежья // Литература русского зарубежья (1920—1940): Учебник. СПб.: Филологический факультет СПбГУ, 2011. С. 88-112.
8. Степанов А. Д. Об отношении к мёртвым словам (Чехов и Сорокин) // Вестник Пермского университета. Российская и зарубежная филология. 2012. Вып. 1 (17). С. 194—201.
9. Степанов А. Д. Об интересном литературоведении // Текст и традиция: альманах. Вып. 2 / Институт русской литературы (Пушкинский дом) Российской Академии Наук, Музей-усадьба Л. Н. Толстого «Ясная Поляна» / Гл. ред. Е. Г. Водолазкин. СПб.: Росток, 2014. С. 237—244.
10. Степанов А. Д. Чеховские мотивы в рассказах Элис Манро // Мир русского слова. 2014. № 2. С. 85-90.
11. Степанов А. Д. Чехов и Элис Манро: интертекстуальный диалог // Динамика языковых и культурных процессов в современной России: Материалы IV Конгресса «РОПРЯЛ», проходящего в рамках I Педагогического форума «Русский язык в современной школе» (Сочи, 1-2 ноября 2014 года) / Редкол.: К. А. Рогова, Г. М. Васильева, Д. А. Щукина и др. В 4 т. Т. 2. СПб.: «РОПРЯЛ», 2014. С. 181—187.
12. Степанов А. Д. Созидание через разрушение: русская литература 2000-х годов // Современные проблемы науки и образования. — 2014. — № 6.
13. Stepanov A. D. The Psychology of Chekhov’s Creative Method and Generative Poetics // Chekhov for the 21st Century / Еd. Carol Apollonio and Angela Brintlinger. Bloomington, Ind.: Slavica, 2012. P. 211—221.
14. Stepanov A. D. Lev Shestov on Chekhov // Anton Chekhov Through the Eyes of Russian Thinkers: Vasilii Rozanov, Dmitrii Merezhkovskii and Lev Shestov (Anthem Series on Russian, East European and Eurasian Studies) / Ed. O. Tabachnikova. London: Anthem press 2010. P 169—174.

### Литературные
1. Степанов А. Д. Жар-птица (Рассказ) // Звезда. — 2008. — № 4.
2. Степанов А. Д. Сказки не про людей // Нева. — 2008. — № 6.
3. Степанов А. Д. Звездный Бобо (Сказочная повесть) // Нева. — 2009. — № 3.
4. Степанов А. Д. Сказки не про людей. — СПб.: Гаятри, 2009. — 223 с. Серия: LIVE BOOK ISBN 978-5-9689-0172-9
5. Лукас О., Степанов А. Д. Эликсир князя Собакина. / Художник Евг. Двоскина. — СПб.: Редакция Елены Шубиной, 2011. — 544 с. ISBN 978-5-17-074712-2, 7000 экз.
6. Степанов А. Бес искусства: Невероятная история одного арт-проекта. — СПб.: Азбука; М.: Азбука-Аттикус, 2016. — 384 с. ISBN 978-5-389-12310-6

### Литературно-критические статьи
1. Степанов А. Д. Бродский о Чехове: отвращение, соревнование, сходство // Звезда. 2004. № 1. C. 156—170.
2. Степанов А. Д. Чехов и постмодерн // Нева. — 2003. — № 11.
3. Степанов А. Д. Дансе и верояции // Октябрь. — 2011. — № 11.
4. Степанов А. Д. Всё не случайно. Конференция «Дело случая… Случай и случайность в литературе и жизни» (Пушкинские Горы, 6 — 10 июля 2005 г.) // Новое литературное обозрение. — 2005. — № 76.

### Переводы
1. Барроу Б.[англ.] Джонни Д. Враги общества / пер. с англ. А. Д. Степанов. — СПб.: Азбука, 2009. — 656 с. — (Экранизированный бестселлер) ISBN 978-5-9985-0118-0, 28000 экз.
2. Берроуз Э. Р. Тарзан из племени обезьян. / пер. с англ. А. Д. Степанов. — СПб.: Азбука, 2016. — 320 с. — (Классика) ISBN 978-5-389-11058-8
3. Гаскелл Э. Руфь. / пер. с англ. А. Д. Степанов. — СПб.: Азбука, 2014. — 480 с. — (Классика) ISBN 978-5-389-04737-2
4. Гаскелл Э. Жизнь Шарлотты Бронте / пер. с англ. А. Д. Степанов. — СПб.: КоЛибри, 2015. — 544 с. — (Персона) ISBN 978-5-389-08644-9
5. Дефо Д. Всеобщая история пиратства: всеобщая история грабежей и смертоубийств, учинённых самыми знаменитыми пиратами, а также их нравы, их порядки, их вожаки с самого начала пиратства и их появления на острове Провиденс до сего дня / пер. с англ. А. Д. Степанов. — СПб: Азбука, 2010. — 286 с. — (Азбука-классика) ISBN 978-5-9985-0119-7, 5000 экз.
6. Дюморье Д. Adieu Sagesse (пер. с англ. А. Д. Степанов) // Дюморье Д. Рандеву и другие рассказы. — СПб.: Азбука, 2016. — 352 с. ISBN 978-5-389-10247-7
7. Дюморье Д. За закрытой дверью (пер. с англ. А. Д. Степанов) // Дюморье Д. Рандеву и другие рассказы. — СПб.: Азбука, 2016. — 352 с. ISBN 978-5-389-10247-7
8. Дюморье Д. Ангелы и архангелы (пер. с англ. А. Д. Степанов) // Дюморье Д. Рандеву и другие рассказы. — СПб.: Азбука, 2016. — 352 с. ISBN 978-5-389-10247-7
9. Зангане Л. А.[англ.] Волшебник: Набоков и счастье. / пер. с англ. А. Д. Степанов. — СПб.: КоЛибри, 2013. — 256 с. — (Персона) ISBN 978-5-389-04825-6
10. Манро Э. Слишком много счастья. / пер. с англ. А. Д. Степанов. — СПб.: Азбука, 2014. — 352 с. — (Азбука Premium) ISBN 978-5-389-07504-7
11. Манро Э. Материал (пер. с англ. А. Д. Степанов) // Манро Э. Давно хотела тебе сказать: сборник рассказов. — СПб.: Азбука, 2014. — 288 с. — (Азбука Premium) ISBN 978-5-389-08550-3
12. Манро Э. Хождение по водам (пер. с англ. А. Д. Степанов) // Манро Э. Давно хотела тебе сказать: сборник рассказов. — СПб.: Азбука, 2014. — 288 с. — (Азбука Premium) ISBN 978-5-389-08550-3
13. Манро Э. Поминки (пер. с англ. А. Д. Степанов) // Манро Э. Давно хотела тебе сказать: сборник рассказов. — СПб.: Азбука, 2014. — 288 с. — (Азбука Premium) ISBN 978-5-389-08550-3
14. Фридман К.[англ.] Убить двух птиц и отрубиться. / пер. с англ. А. Д. Степанов. — СПб.: Лимбус Пресс, Издательство К. Тублина, 2011. 288 с. — (Авантюрный роман) ISBN 978-5-8370-0522-0, 2000 экз.
15. Фаулер Э. Самый опасный человек в мире. Джулиан Ассанж и секреты WikiLeaks. / пер. с англ. А. Д. Степанов. — СПб: Азбука, 2011. — 288 с. — (Персона) ISBN 978-5-389-02491-5
16. Смит Д. Прекрасное разнообразие / пер. с англ. А. Д. Степанов. — СПб.: Азбука, 2011. — 352 с. — (Книга-открытие) ISBN 978-5-389-02899-9
17. Берджер Дж. Портреты / пер. с англ. А. Д. Степанов. — СПб.: Азбука, 2018. — 480 с. ISBN 978-5-389-11723-5
18. Шенле А. Архитектура забвения: Руины и историческое сознание в России Нового времени / пер. с англ. А. Д. Степанов. М.: Новое литературное обозрение, 2018. — 360 с. ISBN 9785444807248

### Составление и комментарии
1. Степанов А. Д. Комментарии // Верн Ж. Вокруг света за восемьдесят дней: роман. СПб.: Азбука-Аттикус, 2014. С. 275—312.
2. Степанов А. Д. Комментарии // Тургенев И. С. Отцы и дети. СПб.: Азбука-Аттикус, 2014. С. 283—312.
3. Степанов А. Д. Комментарии // Гоголь Н. В. Ревизор и другие пьесы. СПб.: Азбука-Аттикус, 2014. С. 313—344.
4. Степанов А. Д. Комментарии // Чехов А. П. Толстый и тонкий. СПб.: Азбука-Аттикус, 2014. С.269-312.
5. Степанов А. Д. Комментарии // Чехов А. П. Дама с собачкой. СПб.: Азбука-Аттикус, 2014. С. 401—440.
6. Чехов А. П. Малое собрание сочинений / сост. и коммент. А. Д. Степанова. — СПб. : Азбука, 2011. — 797 с. ISBN 978-5-389-01397-1 (переизданы в 2013 и 2014)
7. Чехов А. П. Малое собрание сочинений. / сост. и коммент. А. Д. Степанова. — СПб.: Азбука, 2013. — 797 с. ISBN 978-5-389-01397-1
8. Чехов А. П. Малое собрание сочинений. / сост. и коммент. А. Д. Степанова. — СПб.: Азбука, 2014. — 797 с. ISBN 978-5-389-01397-1-->
9. Фонвизин Д. И. Недоросль: избранные произведения. / сост., ст., коммент. А. Д. Степанова. — СПб: Азбука, 2015. — 238 с. (Азбука-классика). ISBN 978-5-389-02874-6, 2000 экз.

### Интервью
- Владимирский В. Андрей Степанов: «Граница между филологией и собственно литературой практически стёрта» // Питерbook, 31.05.2013
- Князев С. Бес искусства // Вечерний Санкт-Петербург, 29.03.2017
- Орехов Д. Классика умрёт последней Архивная копия от 21 августа 2016 на Wayback Machine // Ваш тайный советник, 01.10.2009.